# Wojskowy Instytut Przeciwgazowy
Wojskowy Instytut Przeciwgazowy – jeden z polskich instytutów wojskowych, działający w Warszawie w latach 1922–1939. Prowadził badania naukowe nad skuteczną obroną przeciwgazową.

## Kadra instytutu
Kierownicy
- ppłk inż. Zygmunt Wojnicz-Sianożęcki (1922 – 1933)
- ppłk / płk lek. dr Karol Marian Borczowski (IV 1933[1] – 1939)

Zastępcy kierownika
- ppłk / płk uzbr. inż. Czesław Szyndler (1 X 1930 – XII 1932)

Obsada personalna instytutu w marcu 1939
- kierownik instytutu – płk lek. dr Karol Marian Borczowski
- kier. działu administracyjnego – kpt. uzbr. Władysław Car †1940 Katyń[4]
- oficer bezpieczeństwa – kpt. adm. (uzbr.) Stanisław Grzegorz Rutkowski[b] †1940 Katyń[5]
- kier. działu badań lekarskich i ratunkowych – mjr lek. dr Bolesław Bartenbach[6]
- kier. laboratorium – mjr lek. dr Stanisław Wilatowski
- kier. laboratorium – kpt. dr Olgierd Marian Buraczewski
- kier. laboratorium – kpt. farm. dr Jakub Wnuk
- kier. laboratorium – mjr wet. dr Jerzy Szabłowski
- kier. laboratorium – mjr wet. dr Józef Dowgiałło
- eksperymentator – kpt. lek. dr Marian Franciszek Malinowski
- kier. działu sprzętowo-materiałowego – mjr uzbr. dr Edmund Schmidt †1940 Charków[7]
- kier. laboratorium – mjr uzbr. Kazimierz II Olszewski
- kier. laboratorium – kpt. uzbr. inż. Czesław Rogoziński
- kier. laboratorium – kpt. uzbr. mgr Kamil Izasław Dymowski †4 V 1939 Warszawa[8]
- kier. laboratorium – kpt. adm. (uzbr.) Stanisław Grzegorz Rutkowski
- eksperymentator – por. uzbr. mgr Tadeusz Władysław Jerzy Dubas
- eksperymentator – ppor. uzbr. rez. pdsc. inż. Józef Książek

Pracownicy instytutu w 1939
- kpt. uzbr. st. sp. Zygmunt Biernacki †1940 Katyń[9]
- mjr uzbr. st. sp. inż. Antoni Brzozowski †1940 Katyń[10]
- ppor. uzbr. rez. dr Marian Antoni Polaczek †1940 Charków[11]
- por. uzbr. rez. inż. Jerzy Marian Józef Popiel †1940 Charków[12]
- ppor. uzbr. rez. inż. Józef Seroczyński †1940 Charków[13]
- ppor. uzbr. rez. inż. Zygmunt August Sochacki †1940 Charków[14]
- kpt. uzbr. st. sp. Kazimierz Zienkiewicz †1940 Charków[15]